# 공항 목록
다음은 공항 목록이다.
- IATA 코드별 공항 목록: A - B - C - D - E - F - G - H - I - J - K - L - M - N - O - P - Q - R - S - T - U - V - W - X - Y - Z

- ICAO 코드별 공항 목록: A - B - C - D - E - F - G - H - I - J - K - L - M - N - O - P - Q - R - S - T - U - V - W - X - Y - Z
- 나라별 공항 목록
- 나라별 공항

- 군용비행장 목록

## 국내
| 이름                                  | 도시                           | IATA | ICAO | 공항종별  | 상태   |
| ------------------------------------- | ------------------------------ | ---- | ---- | --------- | ------ |
| 인천국제공항                          | 인천광역시                     | ICN  | RKSI | 민간      | 운영중 |
| 김포국제공항                          | 서울특별시                     | GMP  | RKSS | 정부/민간 | 운영중 |
| 대구국제공항                          | 대구광역시                     | TAE  | RKTN | 군용/민간 | 운영중 |
| 무안국제공항                          | 전라남도 무안군                | MWX  | RKJB | 민간      | 운영중 |
| 김해국제공항                          | 부산광역시                     | PUS  | RKPK | 군용/민간 | 운영중 |
| 양양국제공항                          | 강원특별자치도 양양군          | YNY  | RKNY | 민간      | 운영중 |
| 제주국제공항                          | 제주특별자치도 제주시          | CJU  | RKPC | 군용/민간 | 운영중 |
| 청주국제공항                          | 충청북도 청주시                | CJJ  | RKTU | 군용/민간 | 운영중 |
| 광주공항                              | 광주광역시                     | KWJ  | RKJJ | 군용/민간 | 운영중 |
| 군산공항                              | 전북특별자치도 군산시          | KUV  | RKJK | 군용/민간 | 운영중 |
| 사천공항                              | 경상남도 사천시                | HIN  | RKPS | 군용/민간 | 운영중 |
| 여수공항                              | 전라남도 여수시                | RSU  | RKJY | 민간      | 운영중 |
| 울산공항                              | 울산광역시                     | USN  | RKPU | 민간      | 운영중 |
| 원주공항                              | 강원특별자치도 원주시          | WJU  | RKNW | 군용/민간 | 운영중 |
| 포항경주공항                          | 경상북도 포항시                | KPO  | RKTH | 군용/민간 | 운영중 |
| 강릉공항                              | 강원특별자치도 강릉시          | KAG  | RKNN | 군용      | 운영중 |
| 경부 활주로                           | 경기도 성남시, 충청남도 천안시 |      |      | 군용      | 운영중 |
| 캠프 워커                             | 대구광역시                     |      | RKTG | 군용      | 운영중 |
| 목포공항                              | 전라남도 목포시                | MPK  | RKJM | 군용      | 운영중 |
| 서산비행장                            | 충청남도 서산시                | HMY  | RKTP | 군용      | 운영중 |
| 서울공항                              | 경기도 성남시                  | SSN  | RKSM | 군용      | 운영중 |
| 성무비행장                            | 충청북도 청주시                |      | RKTI | 군용      | 운영중 |
| 속초공항                              | 강원특별자치도 속초시          |      | RKND | 군용      | 운영중 |
| 수색비행장                            | 경기도 고양시                  |      | RKRS | 군용      | 운영중 |
| 수원 공군기지                         | 경기도 수원시                  | SWU  | RKSW | 군용      | 운영중 |
| 예천비행장                            | 경상북도 예천군                | YEC  | RKTY | 군용      | 운영중 |
| 오산 공군기지                         | 경기도 오산시                  | OSN  | RKSO | 군용      | 운영중 |
| 울진비행훈련원                        | 경상북도 울진군                | UJN  | RKTL | 군용/민간 | 운영중 |
| 전주비행장                            | 전북특별자치도 전주시          | CHN  | RKJU | 군용      | 운영중 |
| 정석비행장                            | 제주특별자치도 서귀포시        | JDG  | RKPD | 군용      | 운영중 |
| 제천비행장                            | 충청북도 제천시                |      | RK6O | 군용      | 운영중 |
| 중원비행장                            | 충청북도 충주시                | JWO  | RKTI | 군용      | 운영중 |
| 진해비행장                            | 경상남도 창원시                | CHF  | RKPE | 군용      | 운영중 |
| 포천비행장                            | 경기도 포천시                  | QJP  | RKRO | 군용      | 운영중 |
| 캠프 험프리스                         | 경기도 평택시                  |      | RKSG | 군용      | 운영중 |
| 한서대학교 공군 학생군사교육단 비행장 | 충청남도 태안군                |      | RKTA | 군용/민간 | 운영중 |
| 울릉공항                              | 경상북도 울릉군                |      |      | 민간      | 공사중 |
| 대구경북신공항                        | 경상북도 의성군, 대구광역시    |      |      | 군용/민간 | 계획중 |
| 새만금국제공항                        | 전북특별자치도 군산시          |      |      | 민간      | 계획중 |
| 제주 제2공항                          | 제주특별자치도 서귀포시        |      |      | 민간      | 계획중 |
| 흑산공항                              | 전라남도 신안군                |      |      | 민간      | 계획중 |
| 김제공항                              | 전북특별자치도 김제시          |      |      | 민간      | 취소됨 |
| 대전비행장                            | 대전광역시                     |      |      | 군용      | 폐쇄됨 |
| 부산비행장                            | 부산광역시                     |      |      | 군용      | 폐쇄됨 |
| 천연비행장                            | 인천광역시                     |      |      | 군용      | 폐쇄됨 |
| 삼척비행장                            | 강원특별자치도 동해시          |      |      | 민간      | 폐쇄됨 |
| 안동비행장                            | 경상북도 안동시                |      |      | 군용      | 폐쇄됨 |
| 알뜨르 비행장                         | 제주특별자치도 서귀포시        |      |      | 군용      | 폐쇄됨 |
| 여의도공항                            | 서울특별시                     |      |      | 민간      | 폐쇄됨 |
| 울산비행장                            | 울산광역시                     |      |      | 민간      | 폐쇄됨 |
| 캠프 페이지                           | 강원특별자치도 춘천시          |      |      | 군용      | 폐쇄됨 |
| 충주비행장                            | 충청북도 충주시                |      |      | 민간      | 폐쇄됨 |

## 아시아
- 네팔의 공항 목록
- 대만의 공항 목록
- 대한민국의 공항 목록
- 동티모르의 공항 목록
- 라오스의 공항 목록
- 레바논의 공항 목록
- 말레이시아의 공항 목록
- 몰디브의 공항 목록
- 북키프로스의 공항 목록
- 베트남의 공항 목록
- 압하지야의 공항 목록
- 일본의 공항 목록
- 조선민주주의인민공화국의 공항 목록
- 중화인민공화국의 공항 목록
- 태국의 공항 목록

## 아메리카
- 미국의 공항 목록

## 아프리카
- 레위니옹의 공항 목록
- 이집트의 공항 목록

## 유럽
- 북키프로스의 공항 목록
- 벨라루스의 공항 목록

## 오세아니아
- 오스트레일리아의 공항 목록

## 같이 보기
- IATA 공항 코드가 부여된 역 목록
- 항구